# Galina Gorochovová
Galina Jevgeněvna Gorochovová (* 31. srpna 1938 Moskva, Sovětský svaz) je bývalá sovětská a ruská sportovní šermířka, která se specializovala na šerm fleretem.
Sovětský svaz reprezentovala v padesátých, šedesátých a sedmdesátých letech. Jako sovětská reprezentantka zastupovala moskevskou šermířskou školu, která spadala pod Ruskou SFSR. Na olympijských hrách startovala v roce 1960, 1964, 1968 a 1972 v soutěži jednotlivkyň a družstev. V soutěži jednotlivkyň získala na olympijských hrách 1972 bronzovou olympijskou medaili. V roce 1965 a 1970 získala titul mistryně světa v soutěži jednotlivkyň. Se sovětským družstvem fleretistek vybojovala tři zlaté (1960, 1968, 1972) a jednu stříbrnou (1964) olympijskou medaili a celkem vybojovala s družstvem sedm titulů mistryň světa (1958, 1961, 1963, 1965, 1966, 1970, 1971).